# 中木拉乡
中木拉乡，是中华人民共和国四川省甘孜藏族自治州理塘县已撤销的一个乡。
2020年6月17日，四川省人民政府批准撤销理塘县中木拉乡、下木拉乡，设立木拉镇。

## 行政区划
2020年撤销前，中木拉乡下辖以下地区：
麻依村、卡下村、八鲁村、措绒村、哈依村、采挖村、月依村、乌依村、拿中村、穷呷村、下麻依村和乃沙村。